# Општина Литени (Сучава)
Литени (рум. Liteni) општина је у Румунији у округу Сучава.
Oпштина се налази на надморској висини од 247 m.